# Aghori
Els Aghori (del sànscrit, अघोर aghora; «no té por», «sense por») són una ordre monàstica de sādhus ascètics xaivites amb seu a Uttar Pradesh, Índia. Són l'única secta supervivent derivada de la tradició Kāpālika, una forma tàntrica i no purànica del xaivisme que es va originar a l'Índia medieval entre els segles vii i viii.
De la mateixa manera que els seus predecessors, els aghori solen participar en rituals post mortem, sovint habiten als terrenys carnals, s'unten els seus cossos amb les cendres de la cremació, i utilitzen ossos de cadàvers humans per elaborar kapāla (copes fetes amb cranis humans que Xiva i altres deïtats hindús sovint es representen de manera icònica sostenint o utilitzant) i com a joies.

La tradició Aghori dins del Xaivisme

Els aghori són coneguts sobretot pel fet que practiquen el necro-canibalisme, és a dir, que mengen la carn de cadàvers humans. Les seves pràctiques de vegades es consideren contradictòries amb l'hinduisme ortodox, i que siguin vists amb recel per una bona part de la població; no obstant això, molts gurus aghori tenen una gran reverència per part de les poblacions rurals i són àmpliament referits a les obres medievals i modernes de la literatura índia, ja que se suposa que posseeixen poders curatius obtinguts a través dels seus ritus i pràctiques de renúncia i tápasya intensament eremítiques.

## Creences i doctrines
Els aghori són devots de Xiva manifestat com Bhairava, i monistes que busquen mokxa del cicle de la reencarnació o saṃsāra. Aquesta llibertat és una realització de la identitat del jo (atman) amb l'absolut (braman). A causa d'aquesta doctrina monista, els aghori sostenen que tots els contraris són en última instància il·lusoris. El propòsit d'abraçar la contaminació i la degradació a través de diversos costums és la realització de la no-dualitat (advaita) a través de la transcendència dels tabús socials, assolint el que és essencialment un estat alterat de consciència i percebre la naturalesa il·lusòria de totes les categories convencionals.
Els rituals aghori, que es realitzen precisament per oposar-se a les nocions de puresa habituals en l'hinduisme ortodox, solen ser de naturalesa macabra. Les pràctiques dels aghori varien i inclouen viure als cementiris, untar els seus cossos amb cendres de la cremació, utilitzar cranis humans per decorar i fer kapāla, fumar marihuana, beure alcohol, i meditar junt amb els cadàvers. Tot i que són contràries a l'hinduisme dominant, aquestes pràctiques exemplifiquen la filosofia aghori de criticar les relacions socials i les pors habituals mitjançant l'ús d'actes culturalment ofensius. A més, demostren l'acceptació per part dels aghori de la mort com una part necessària i natural de l'experiència humana. La tradició aghori es classifica bàsicament sota el marge xamànic de sādhanā.
Una altra creença inusual dels aghori és que atribueixen beneficis espirituals i físics, com ara la prevenció de l'envelliment, és el consum de carn humana. Tot i que afirmen que només mengen aquells que han concedit voluntàriament el seu cos a la secta després de la seva mort, un equip de televisió indi va presenciar com un aghori es feia un banquet amb un cadàver descobert flotant al Ganges i un membre de la casta Dom va informar que sovint els aghori prenen cossos dels ghats de cremació (o pires funeràries).
Els aghori no s'han de confondre amb els Xivnetras, que també són fervents devots de Xiva, però no es dediquen a pràctiques rituals extremes i tamàsiques. Encara que els aghori gaudeixen de vincles estrets amb els Xivnetras, els dos grups són força diferents; els Xivnetras es dediquen al culte sàttvic.
Els aghori basen les seves creences en dos principis comuns a les creences més àmplies de Xiva: que Xiva és perfecte (té omnisciència, omnipresència i omnipotència) i que Xiva és responsable de tot el que passa; totes les condicions, causes i efectes. En conseqüència, tot el que existeix ha de ser perfecte i negar la perfecció de qualsevol cosa seria negar la sacralitat de tota la vida en la seva plena manifestació, així com negar l'Ésser Suprem.
Els aghori creuen que l'ànima de cada persona és Xiva, però està coberta per aṣṭamahāpāśa «vuit grans sogues o llaços», que inclouen el plaer sensual, la ira, la cobdícia, l'obsessió, la por i l'odi. Les pràctiques dels aghori se centren al voltant de l'eliminació d'aquests vincles. El fer sādhanā als llocs de cremació s'utilitza en un intent de destruir la por; les pràctiques sexuals amb cadàvers i autocontrols intenten alliberar-ne del desig sexual; estar nu s'utilitza en un intent de destruir la vergonya. En alliberar-se dels vuit llaços, l'ànima es converteix en sadāśiva i obté mokxa.

## Història
Tot i que semblants als ascetes Kāpālika del Caixmir medieval, així com els Kālāmukha, amb els quals pot haver-hi una connexió històrica, els aghori remunten el seu origen a Baba Keenaram, un asceta que es diu que va viure 150 anys, morint durant la segona meitat del segle xviii. Dattātreya l'avadhūta, a qui s'ha atribuït l'estimada cançó medieval no-dual, l'Avadhuta Gita, va ser un adi guru fundador de la tradició Aghor segons [Barrett 2008, p. 33]:
| «                      | Senyor Aghora, una forma antinòmia i aniquiladora de Xiva estretament associada amb el terreny de la cremació, que se li va aparèixer a Baba Keenaram al cim de la muntanya Girnar a Gujarat. Considerat l'«adi guru» (antic mestre espiritual) i la deïtat fundadora d'Aghor, el Senyor Dattatreya va oferir la seva pròpia carn al jove ascètic com «prasād» (una mena de benedicció), conferint-li el poder de la clarividència i establint un relació guru-deixeble entre ells. | » |
| — [Barret 2008, p. 33] | |   |

Els aghori també consideren sagrada la deïtat hindú Dattātreya com a predecessora de la tradició tàntrica dels aghori. Es creia que Dattātreya era una encarnació de Brahma, Vixnu i Xiva units en el mateix cos físic singular. Dattātreya és venerat a totes les escoles del Tantra, que és la filosofia seguida per la tradició aghori, i sovint se'l representa a les obres d'art hindú i a les seves sagrades escriptures de narracions populars, els Puranas, dedicant-se a l'adoració tàntrica d'aghori «vāmācāra» com la seva pràctica principal.

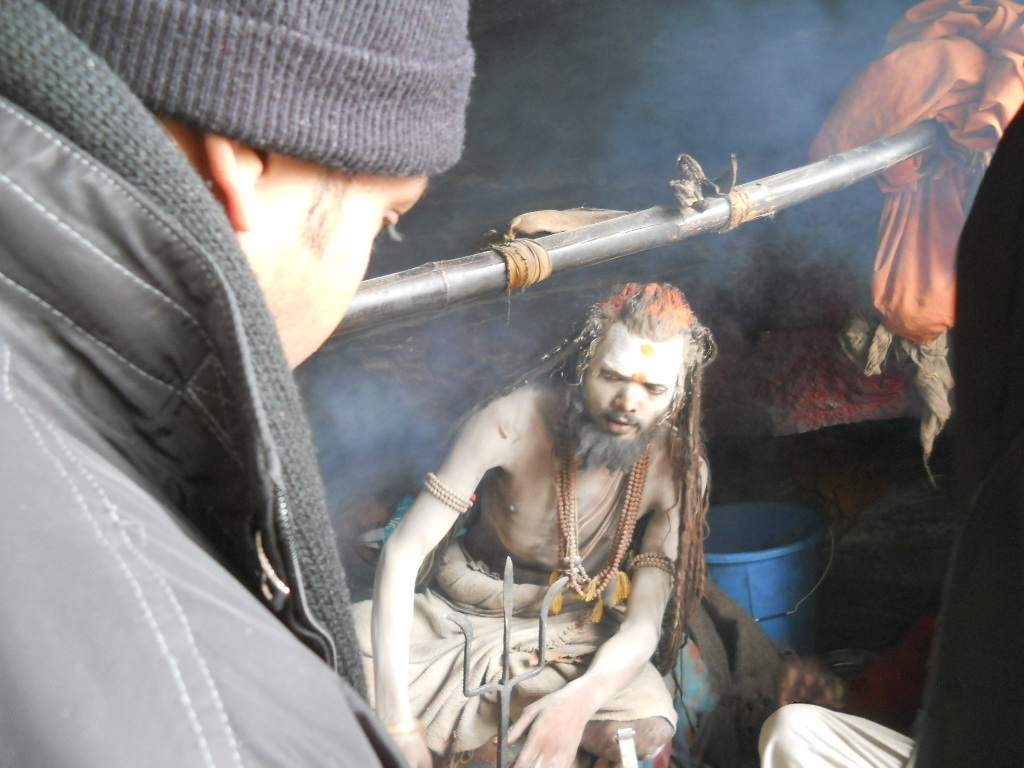
Aghori a Satopant
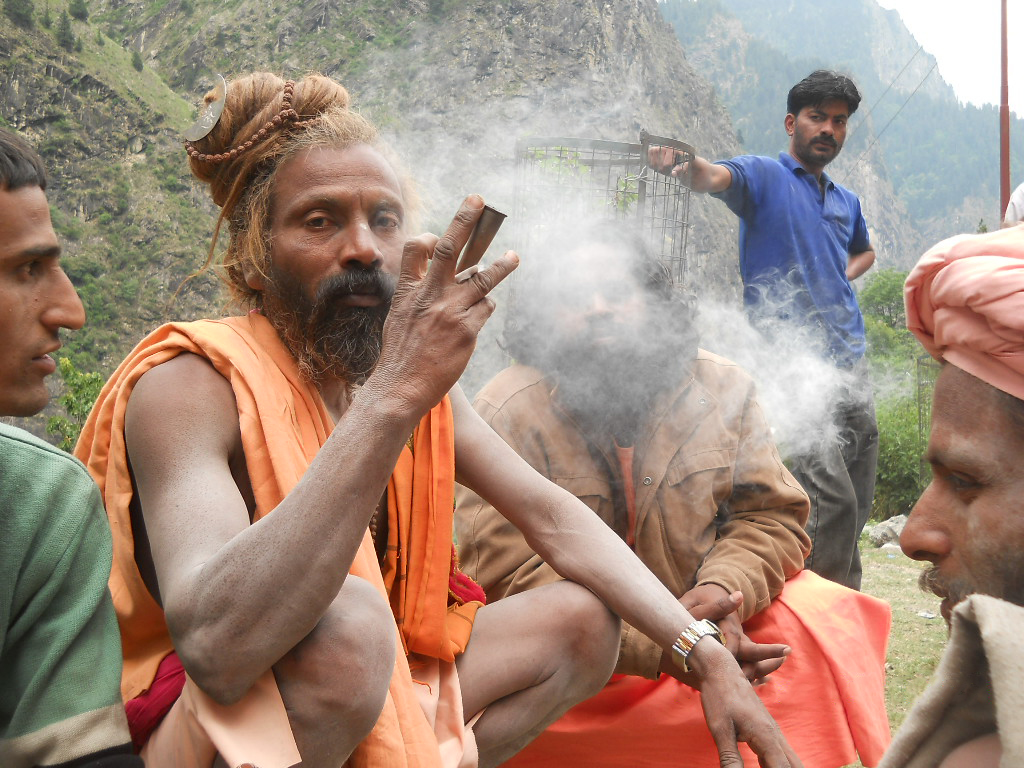
Un aghori a Badrinath fumant haixix o cànnabis d'un xílum

Un aghori creu en entrar a la foscor total per tots els mitjans, i després entrar a la llum o a la realització de si mateix. Tot i que aquest és un enfocament diferent d'altres sectes hindús, creuen que és efectiu. Són famosos pels seus rituals que inclouen śāva samskara o śāva sādhanā (culte ritual que incorpora l'ús d'un cadàver com a altar) per invocar la deessa mare en la seva forma destructora Tārā (Tārā dels terrenys per a la cremació).
En la iconografia hindú, Tārā, com Kali, és una de les deesses Mahavidyas (deesses de la saviesa) i un cop invocada pot beneir l'aghori amb poders sobrenaturals. Les deesses Mahavidyas més populars que són adorades per aghori són Dhumavati, Bagalamukhi i Bhairavi. Les deïtats hindús masculines adorades principalment per aghori pels seus poders sobrenaturals són manifestacions de Xiva, com Mahākāla, Bhairava, Virabhadra, Avadhūta i altres.
[Barrett 2008, pàg. 161] analitza el «sādhanā del terreny carnal» dels aghori tant en les seves inclinacions al camí esquerra com al dret i s'identifica com principalment tallant els vincles i l'aversió i la primordialitat en primer pla; una visió inculta, no domesticada:
| « | Els gurus i els deixebles d'Aghor creuen que el seu estat és primordial i universal. Creuen que tots els éssers humans són aghori naturals. Hari Baba ha dit en diverses ocasions que els nadons humans de totes les societats són sense discriminació, que jugaran tant amb la seva pròpia brutícia com amb les joguines que els envolten. Els nens es tornen discriminants progressivament a mesura que envelleixen i aprenen els vincles i les aversions culturalment específiques dels seus pares. Els nens són cada cop més conscients de la seva mortalitat a mesura que xoquen amb el cap i cauen a terra. Arriben a témer la seva mortalitat i després pal·lien aquesta por trobant maneres de negar-la del tot.. | » |

En aquest sentit, els sādhanā dels aghori és un procés de desaprenentatge de models culturals profundament interioritzats. Quan aquest sādhanā pren la forma de sādhanā de terreny carnal, l'aghori s'enfronta a la mort quan era un nen molt petit, meditant simultàniament en la totalitat de la vida en els seus dos extrems. Aquest exemple ideal serveix de prototip per a altres pràctiques aghori, tant del camí esquerra com el dret, en el ritual i en la vida quotidiana.

## Adherència
Tot i que els aghoris són freqüents als llocs de cremació de l'Índia, el Nepal, i fins i tot escassament entre els llocs de cremació similars al sud-est asiàtic, el secret d'aquesta secta religiosa no fomenta cap aspiració al reconeixement social i la notorietat entre els seus practicants.

## Seu espiritual

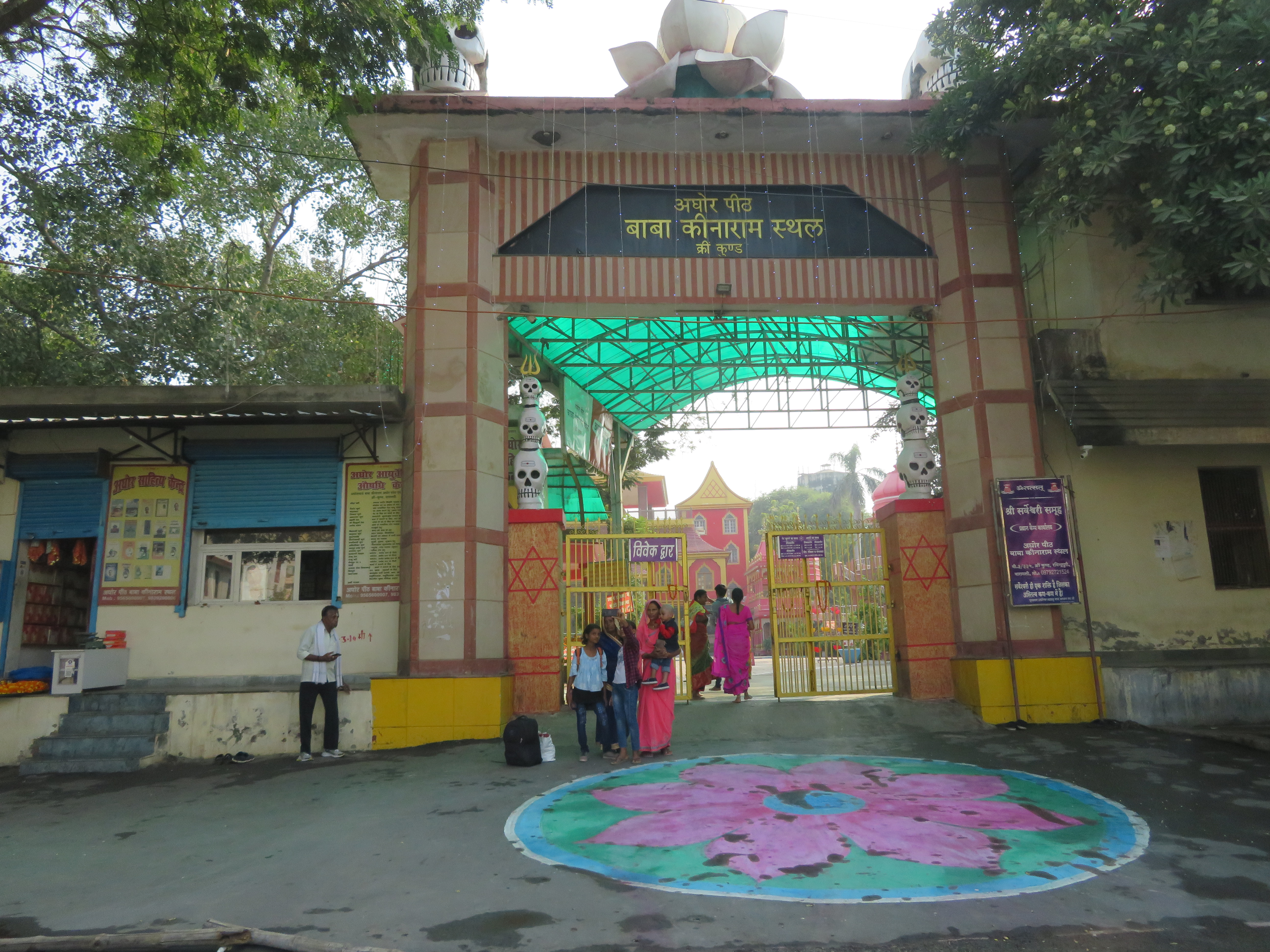
Temple Baba Keenaram Sthal, 2012

Hinglaj Mata és la Kuladevata (deessa principal) dels aghori. El principal centre de pelegrinatge dels aghori és l'asram de Kina Ram a Ravindrapuri, Benarés. El nom complet d'aquest lloc és Baba Keenaram Sthal, Krim-Kund. Aquí, Kina Ram està enterrat en una tomba samādhi que és un centre de pelegrinatge per als aghori i els devots aghori. L'actual cap, des de 1978, de Baba Keenaram Sthal és Baba Siddharth Gautam Ram.
Segons els devots, Baba Siddharth Gautam Ram és la reencarnació del mateix Baba Keenaram. A part d'això, qualsevol lloc de cremació seria un lloc sagrat per a un ascètic aghori. Els llocs de cremació a prop dels Shakti Pithas (51 centres sagrats per al culte de la deessa mare hindú repartits pel sud d'Àsia i la regió de l'Himàlaia), són llocs clau preferits pels aghori per realitzar sādhanā. També se'ls coneix per meditar i realitzar sādhanā a les cases encantades.

## Poders curatius
Els aghori practiquen la curació mitjançant la purificació com a pilar del seu ritual. Els seus pacients creuen que els aghori són capaços de transferir la salut i enviar la contaminació lluny dels pacients com una forma de «curació transformadora». Tanmateix, segons la creença aghori, aquesta contaminació s'ha de traslladar a una altra persona. En alguns casos, els aghori afirmen que el sacrifici humà o animal és necessari per completar amb èxit una curació. Algunes pràctiques aghori anomenen aquest procés «transferència del karma». Aquestes pràctiques estan en declivi i no es veuen habitualment.

## Pràctiques aghori modernes

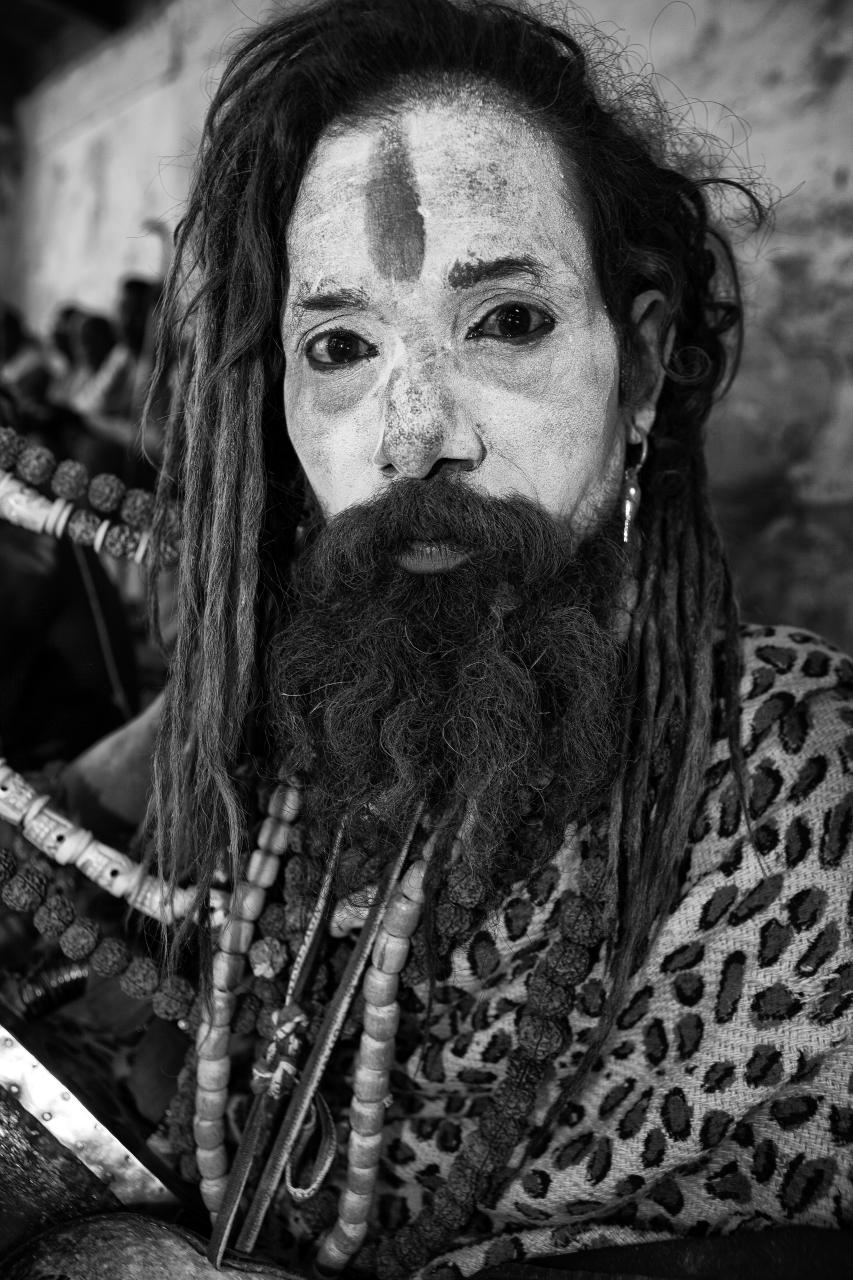
Un aghori

La tradició Aghor, que es va originar com a confinada i reclusa, s'ha transformat des de les reformes de Baba Bhagwan Ramji a les pràctiques d'Aghor Ioga. En canviar les pràctiques que tradicionalment han estat defugides per les normes convencionals, Aghor Ioga ara ha entrat a la societat dominant. Actualment, Aghor Ioga se centra a formar una pràctica personal equilibrada, donant importància tant a la sādhanā (la pròpia pràctica espiritual) com a la sevā (servei desinteressat).
Reconeixent la necessitat de canvi a la seva societat, Baba Bhagwan Ramji va renovar l'esperit socialment conscient de Baba Kinaram quan va establir un nou asram anomenat Awadhut Bhagwan Ram Kusht Sewa Asram (L'Asram del Servei de Lepra Awadhut Bhagwan Ram) a Parao, Benarés. Baba Bhagwan Ramji va dedicar l'asram de Parao a ajudar els pobres i els afectats, i va incloure un hospital per a la lepra dins del recinte de l'asram. En canviar l'enfocament d'Aghor Yoga per ajudar els que pateixen dins de la societat, Baba Bhagwan Ramji va modernitzar l'antiga tradició Aghor.
Per tal de mantenir el continuum de la tradició Aghor, Baba Bhagwan Ramji va iniciar un dels seus deixebles, Baba Siddharth Gautam Ram, perquè fos el cap de Krim Kund i del llinatge Aghor. Els asrams Krim Kund i Parao es troben als costats oposats del riu Ganges a Benarés, Índia.
Baba Bhagwan Ramji també va establir Sri Sarveshwari Samooh Asram, una organització secular de serveis socials que ha treballat al nord de l'Índia. El llinatge Aghor inclou ara molts asrams en diversos llocs de l'Índia i diversos centres i asrams en altres països.
Durant la seva vida, Aghoreshwar Bhagwan Ramji també va guiar la reforma de les antigues pràctiques aghori de Kina Ram.

### Asrams
Tots els asrams iniciats per Baba Bhagwan Ramji i els seus deixebles d'arreu del món es dediquen contínuament al servei. Les pràctiques contemporànies d'Agor se centren especialment en oferir ajuda i serveis a aquells que són oprimits.
L'asram Sri Sarveshwari Samooh continua invertit en qüestions socials, sobretot treballant per eliminar el sistema de dot, oferint tractament gratuït per a la lepra i oferint escolarització gratuïta als nens empobrits.
L'Asram Sonoma de Sonoma (Califòrnia), fundat l'any 1990, és la seu actual d'Aghor Yoga als Estats Units d'Amèrica. La missió de l'Asram Sonoma és fomentar el creixement espiritual de les persones.
L'asram germà de l'Asram de Sonoma, la Fundació Aghor, es va establir l'any 2001 a la riba del riu Ganges a Benarés (Índia), i ofereix una llar segura per als nens orfes i abandonats. La Fundació Aghor també opera altres projectes de serveis socials, com ara l'escola Anjali, una escola gratuïta per a nens del barri que viuen en la pobresa i Vision Varanasi, una clínica oftalmològica gratuïta. En particular, la Fundació Aghor també gestiona el Projecte Shakti, que ofereix formació professional per a dones desfavorides a Benarés. La Fundació Aghor va començar recentment a construir el Centre Ambiental Amrit Sagar, «un model de treball de les millors pràctiques ambientals i un centre docent que demostra... pràctiques sostenibles».